# Bucculatrix maritima
Bucculatrix maritima — вид лускокрилих комах родини кривовусих крихіток-молей (Bucculatricidae).

## Поширення
Вид поширений по всій Європі, крім Балканського півострова), в Росії та Японії (острови Хонсю і Хоккайдо). Присутній у фауні України.

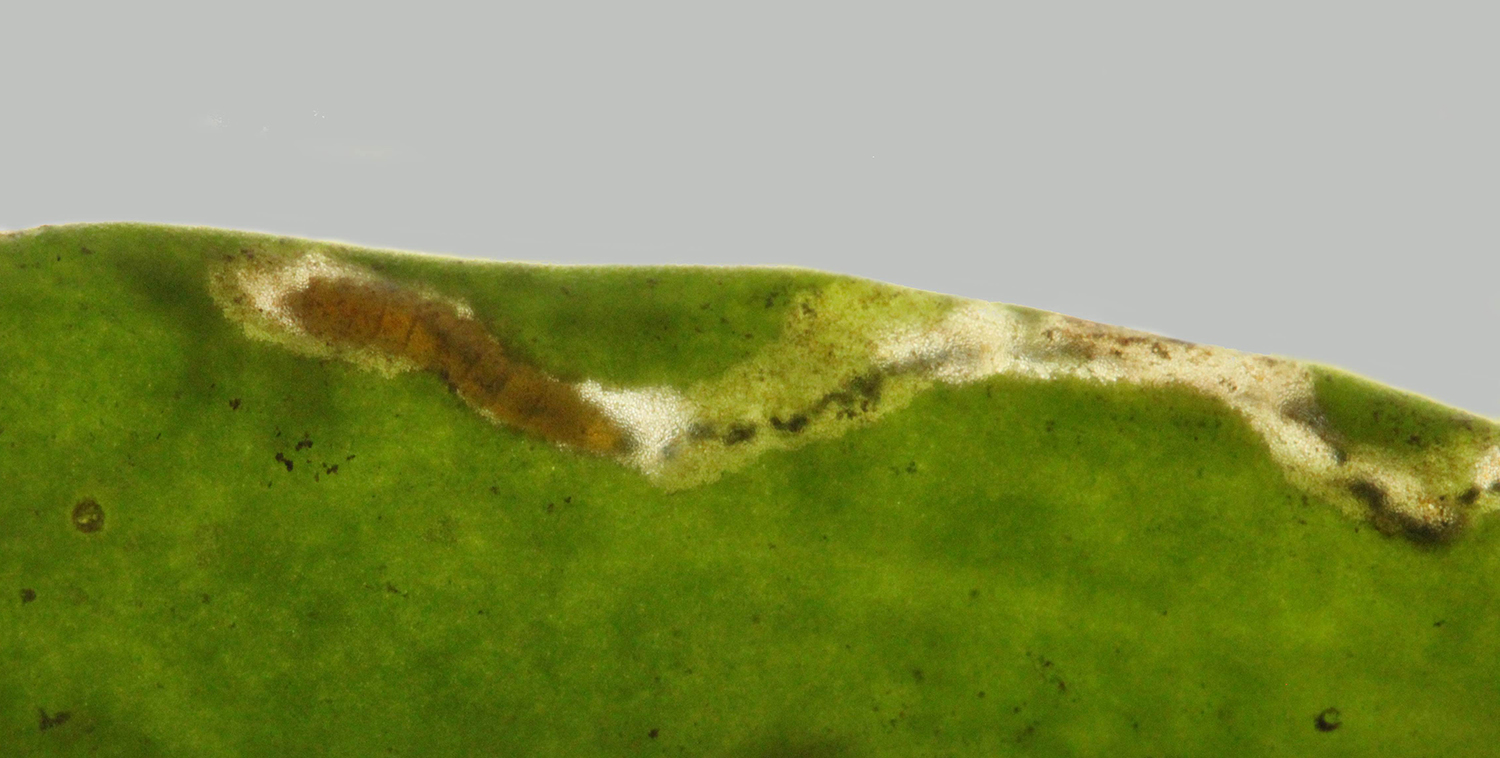
Міна, що зроблена гусеницею Bucculatrix maritima

## Опис
Розмах крил 8-9 мм.

## Спосіб життя
Є два покоління в рік. Метелики літають у червні, і вдруге у серпні. Личинки живляться листям солончакової айстри (Tripolium pannonicum). Гусениці раннього віку мінують листя. Міна має вигляд довгої тонкої шахти, що заповнена коричневими та чорними відходами життєдіяльності. Личинки старшого віку поїдають листя ззовні.